# Hodinkee
Hodinkee (gestileerd HODINKEE) is een Amerikaans op horloges gericht blog en (digitaal) tijdschrift. De website beschikt tevens over een webwinkel en ontwerpt horloges in samenwerking met diverse fabrikanten. De naam van de winkel is afgeleid van het Tsjechische "hodinky" wat "horloge" betekent. De website werd in 2008 opgericht door Benjamin Clymer. Hij koos voor de naam na via Google Translate de grappigste ("goofiest") vertaling van het woord "horloge" te hebben gevonden.
In 2016 werd Hodinkee uitgeroepen tot Webby Award honoree in de categorie Websites and Mobile Sites - Lifestyle. In 2019 won Hodinkee een Webby in de categorie Websites - Best Practices. In 2020 werd Hodinkee opnieuw uitgeroepen tot Webby Award honoree, in de categorie Websites and Mobile Sites - Lifestyle.
Lotte Verheul van Esquire omschreef Hodinkee in 2019 als "de grootste horlogewebsite". Volgens Tony Conrad van True Ventures is Hodinkee uitgegroeid tot "the premier online destination for wristwatch enthusiasts".